# Jojo (Mejobo)
Jojo is een bestuurslaag in het regentschap Kudus van de provincie Midden-Java, Indonesië. Jojo telt 3039 inwoners (volkstelling 2010).